# Twabir
Els twabir són un petita tribu abans zenaga (tributària) de la regió d'Adrar a Mauritània. Són ramaders i al segle xix estaven sota dependència dels kunta de Wadan però progressivament van passar al domini de l'emirat d'Adrar a l'emir del qual pagaven un impost (hurma) consistent en un camell lleter a l'any, si bé sense abandonar del tot la dependència dels kunta.
A l'arribada dels francesos el 1909 el cap dels kunta de Wadan era Sidi Ould Sidati, que era molt influent i s'oposava a l'emir Sidi Ahmed. L'emir va aconseguir al cap d'un temps (1914) la separació dels Twabir dels Kunta i de les altres tribus zawaya a les que havien demanat protecció a l'arribada dels francesos (Idawaeli, Laqlal, Ahel Seyh Muhammed Vadel) i foren constituïts en fracció autònoma i el 1916 amb l'arrest de Sidi Ould Sidati, li va deixar el camp lliure sobre els Tawbir; durant l'exili de l'emir a Saint Louis del Senegal (1918-1920) es van tornar a acostar als kunta, però a la tornada l'emir s'hi va tornar a acostar. Quan l'emir va insistir en l'augment de l'hurma els tawbir s'hi van oposar però el comandant del cercle va donar injustament la raó a l'emir (1928) i la decisió fou confirmada pel governador; el 1930 l'emir va reclamar un augment de 22 camells a 55 (de fet es pagava en diners) i li fou denegada; el 1931 va insistir en la seva demanada i la negativa es diu que va influir en la seva revolta contra França el 1932.